# إسحاق برونسون
إسحاق برونسون (بالإنجليزية: Isaac Bronson) هو جراح أمريكي، ولد في 10 مارس 1760 في ميدلبوري في الولايات المتحدة، وتوفي في 19 مايو 1838 في Greenfield Hill, Connecticut ‏ في الولايات المتحدة.